# Pietro Zucconi
Pietro Zucconi (Robasacco, 16 april 1975) is een voormalig Zwitsers wielrenner. Hij was profwielrenner tussen 1997 en 2003, maar won nooit één wedstrijd.

## Resultaten in voornaamste wedstrijden
| Jaar | Ronde van Italië | Ronde van Frankrijk | Ronde van Spanje |
| ---- | ---------------- | ------------------- | ---------------- |
| 2000 |                  |                     |                  |
| 2001 |                  |                     |                  |
| 2002 |                  |                     | 119e             |
| 2003 |                  |                     | 133e             |

| Jaar | Milaan-San Remo | Ronde van Vlaanderen | Luik-Bast.‑Luik | Ronde van Lombardije | Parijs-Tours | Waalse Pijl |
| ---- | --------------- | -------------------- | --------------- | -------------------- | ------------ | ----------- |
| 2000 |                 | 102e                 |                 | 49e                  | 94e          |             |
| 2001 |                 |                      | 79e             |                      |              | 92e         |
| 2002 | 145e            |                      |                 | 47e                  |              | 96e         |
| 2003 |                 |                      |                 |                      |              |             |